# Callerya dielsiana
Callerya dielsiana là một loài thực vật có hoa trong họ Đậu.

## Lịch sử phân loại
Loài này được Friedrich Ludwig Emil Diels mô tả khoa học đầu tiên năm 1900 theo mẫu do Hermann August Theodor Harms thu thập. Năm 1996, Phan Kế Lộc đưa ra tổ hợp tên gọi mới Callerya dielsiana khi đề cập tới Millettia dielsiana trong chú thích số 4 phần viết về C. cinerea, nhưng không công bố hợp lệ các thông tin cho C. dielsiana. Năm 2010, Zhi Wei và Leslie Pedley đã công bố hợp lệ danh pháp Callerya dielsiana trong quyển 10 sách Flora of China

## Tên gọi
Tên gọi thông thường trong tiếng Trung là 香花鸡血藤 (hương hoa kê tiết đằng), nghĩa là dây tiết gà hoa thơm.

## Phân bố
Rừng thưa hỗn hợp và bụi rậm trên các sườn dốc, bụi rậm trong thung lũng sông, những nơi thưa cây ở bìa rừng; cao độ 300-2.500 m. Có tại các tỉnh An Huy, nam Cam Túc, Chiết Giang, Giang Tây, Hải Nam, Hồ Bắc, Hồ Nam, Phúc Kiến, Quảng Đông, Quảng Tây, Quý Châu, nam Thiểm Tây, Tứ Xuyên, Vân Nam.

## Mô tả
Cây bụi leo bám, 2-5 m. Thân cây màu vàng ánh xám, chia tách, nhẵn nhụi hoặc có lông măng. Lá kép gồm 5 lá chét; trục lá 15-30 cm, gồm cả cuống lá 5-12 cm; phiến lá chét hình mác, thuôn dài hoặc thuôn dài hẹp, 5-15 × 1.5-6 cm, mặt xa trục nhẵn nhụi màu ánh xám hoặc thưa lông măng hoặc có lông cứng màu vàng, mặt gần trục nhẵn nhụi, gân giữa mặt xa trục nổi lên còn mặt gần trục chìm xuống, gân thứ cấp 6-9 mỗi bên của gân giữa, các gân mắt lưới nổi rõ trên cả hai mặt hoặc chỉ rõ trên mặt xa trục, đáy thuôn tròn hoặc đôi khi gần hình tim, đỉnh nhọn, nhọn thon hoặc hiếm khi tù. Chùy hoa đầu cành, 10-25(-40) cm, có lông măng màu vàng; các cành con mang hoa dài 6-15 cm, tỏa rộng, các nốt gần nhau. Hoa 1,2-2,4 cm. Tràng hoa màu tía; cánh cờ hình trứng rộng, không có thể chai ở đáy, mặt ngoài có lông lụa màu từ trắng bạc tới gỉ sét, đáy gần hình tim. Bầu nhụy thẳng, có lông măng, 8-9 noãn. Quả đậu thẳng tới thuôn dài, 7-12 × 1,5-2 cm, phẳng, lông măng màu xám; các mảnh vỏ mỏng hoặc hóa gỗ. Hạt 3-5 mỗi quả, màu vàng nâu, thuôn dài hoặc gần hình cầu, ~8 × 6 mm. Ra hoa tháng 5-9, tạo quả tháng 6-11.

## Thư viện ảnh

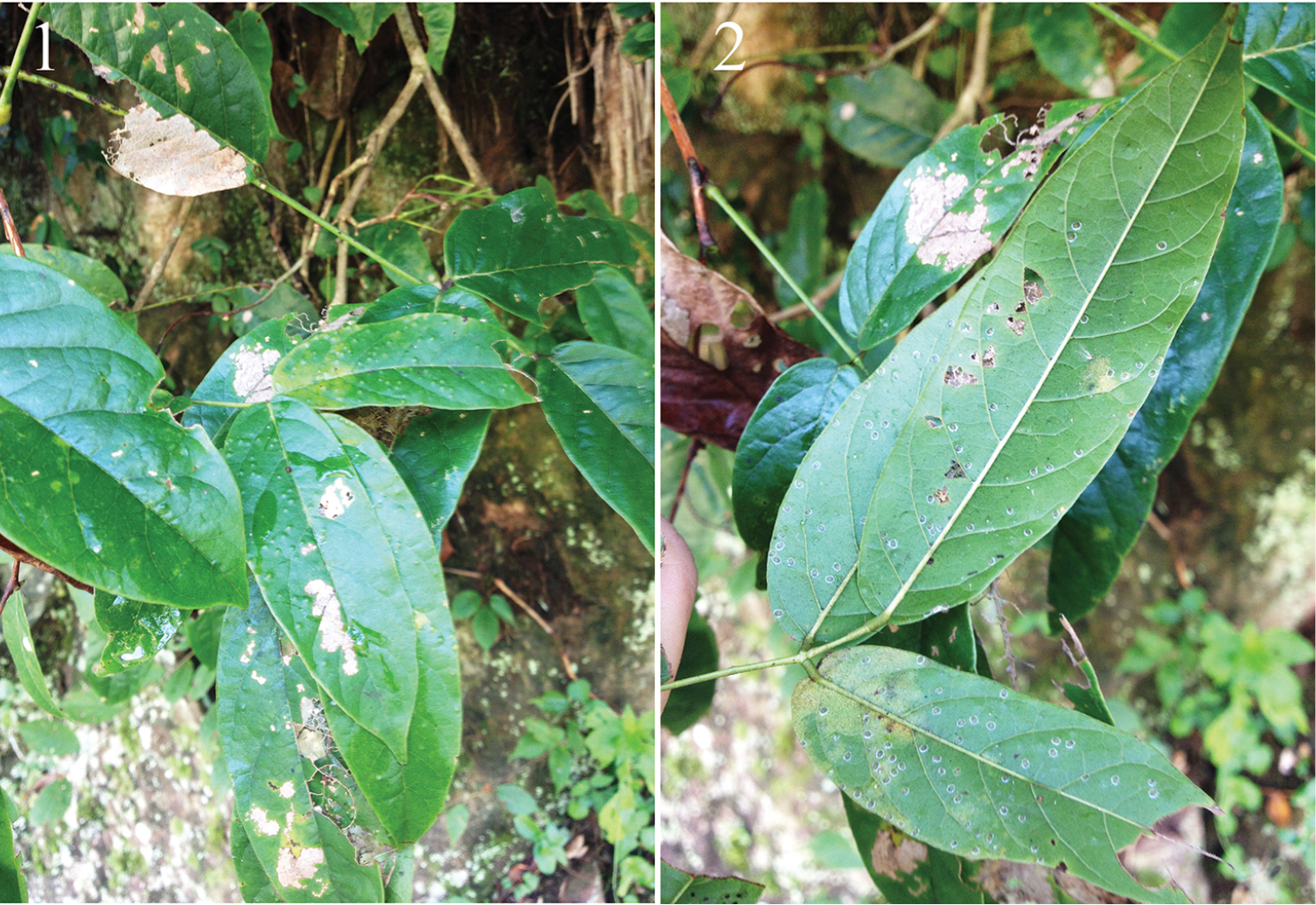
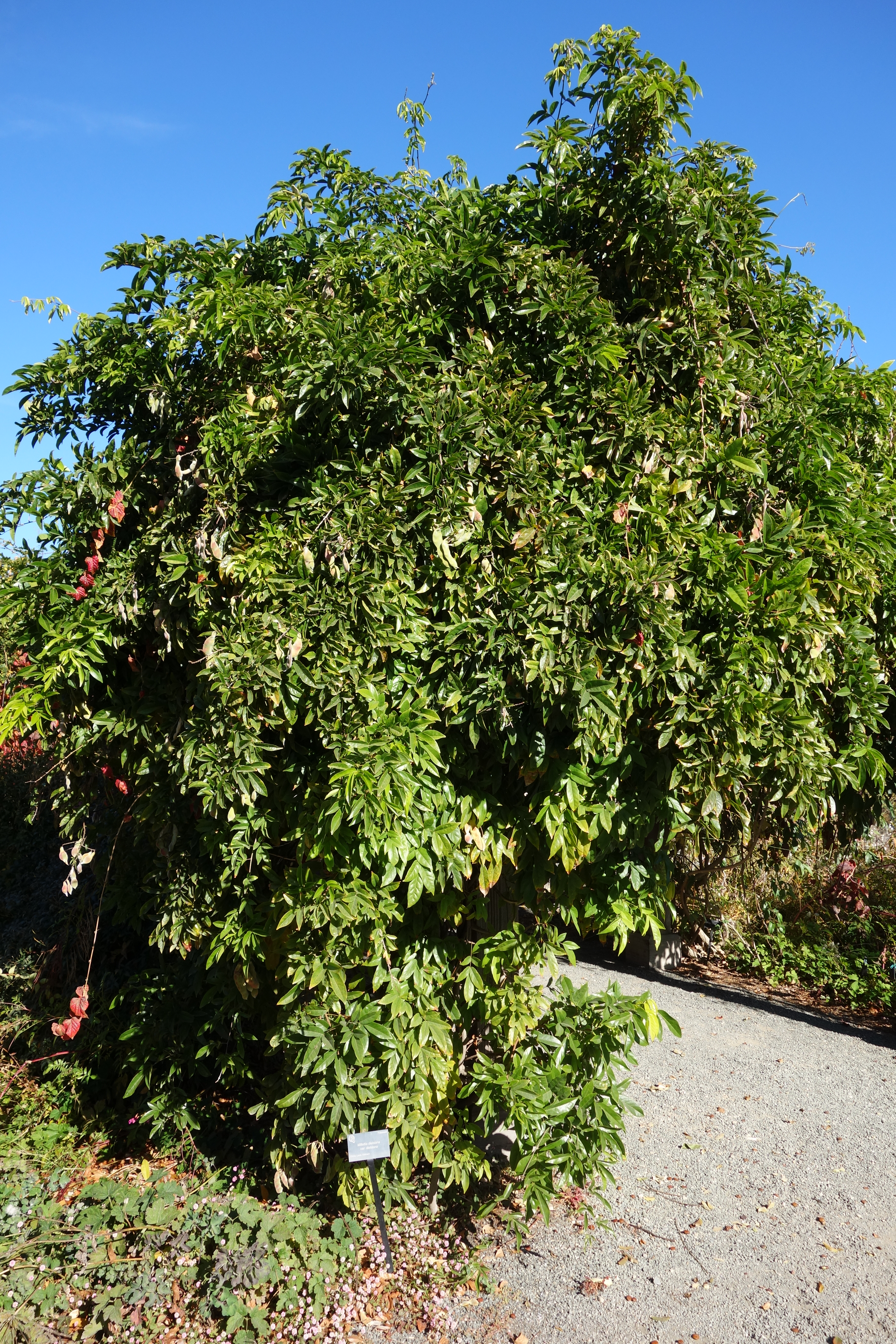